# Goniophlebium surucuchense
Goniophlebium surucuchense là một loài dương xỉ trong họ Polypodiaceae. Loài này được Hook. T. Moore mô tả khoa học đầu tiên năm 1857.